# Godshuis De Moor

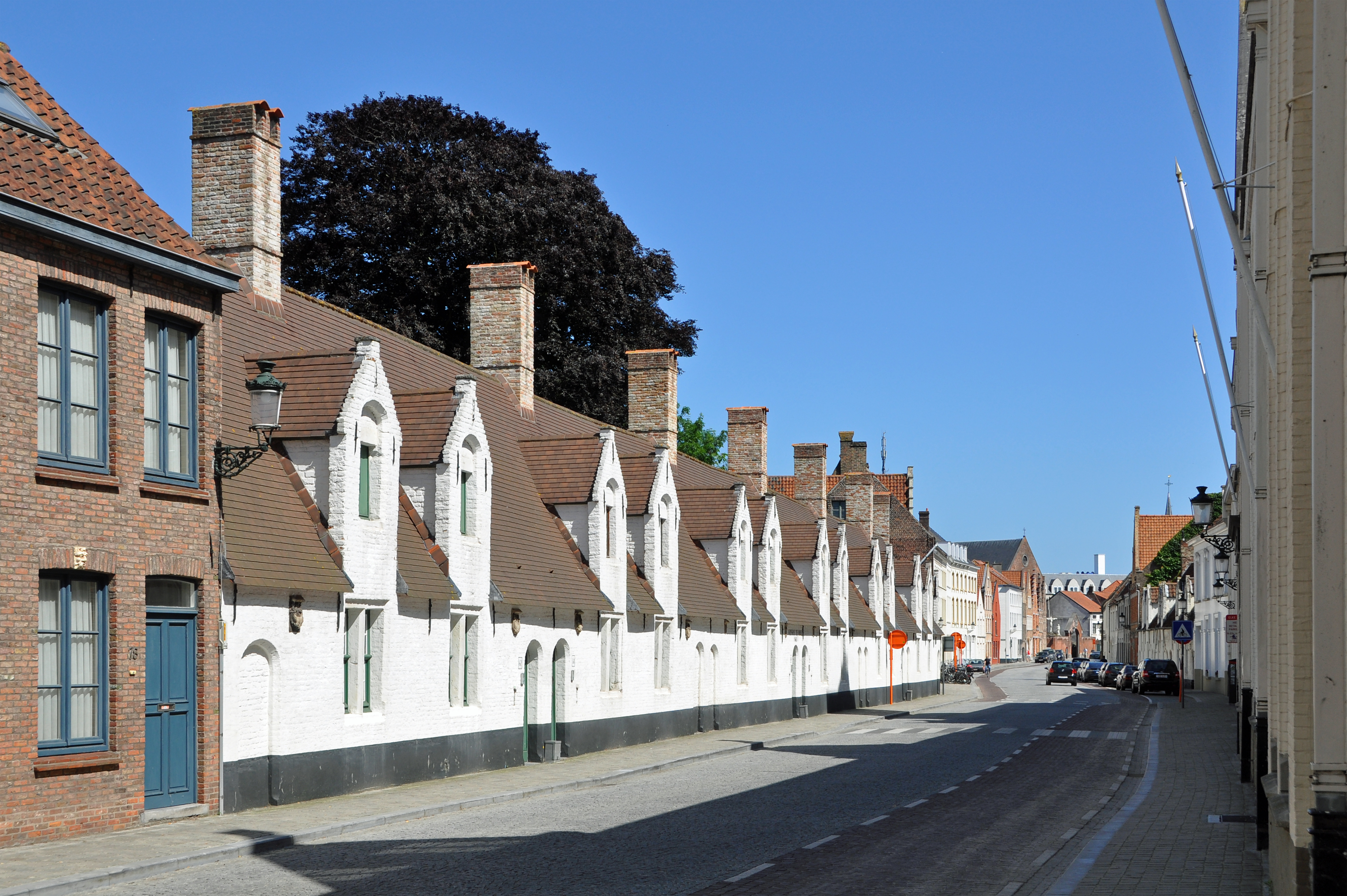
Godshuizen De Moor, Boeveriestraat, Brugge.

De Moor is een godshuizenreeks in de Boeveriestraat in Brugge.

## Geschiedenis
In 1480 werden in de Boeveriestraat dertien godshuizen gebouwd. De stichters waren Donaas De Moor (†1483) en zijn echtgenote Adriana de Vos. De Moor was lid van de Brugse stadsmagistraat: raadslid in 1466, thesaurier in 1468 en 1471, schepen in 1477 en 1481. Hij was een weldoener van de dis van de Sint-Jakobsparochie en van het Sint-Juliaansgasthuis, waar hij van 1465 tot 1481 voogd van was. In 1510 legateerde zijn weduwe nog grond achter de huizen, die tot aan de vesting strekte en als tuin werd aangelegd.
De Moor werd in 1482 tot verbanning uit het graafschap Vlaanderen veroordeeld, vanwege zijn sympathieën voor Maximiliaan van Oostenrijk en diens politiek. Op 13 mei 1483 verliet hij Brugge en nog hetzelfde jaar overleed hij in Middelburg (Zeeland). Op 14 oktober 1487, om zeven uur in de morgen, terwijl de kerkklokken luidden, werd in de Brugse Sint-Jakobskerk bij de translatie van het stoffelijk overschot van De Moor, voor het eerst de door Jacob Obrecht gecomponeerde Missa de Sancto Donatiano uitgevoerd, werk dat vijf eeuwen later nog steeds als een meesterwerk wordt beschouwd en uitgevoerd. 
De huisjes werden voor wat het beheer betreft verdeeld onder Sint-Juliaan (vier woningen), de ambachten van de timmerlieden (3 woningen), metselaars (drie woningen) en kuipers (drie woningen). Na de dood van de stichters werden de hen toegewezen huizen ook hun eigendom. De huisjes toebehorend aan Sint-Juliaan werden versierd met het embleem van de heilige Juliaan, de overige met het wapen van de desbetreffende ambachten.
Zoals alle godshuizen werden ze in de Franse tijd eigendom van de Commissie van Burgerlijke Godshuizen. Oorspronkelijk bestemd voor dertien personen of echtparen, werden naar aanleiding van latere verbouwingen huizen bij elkaar gevoegd en het geheel gereduceerd tot zes woningen.
De godshuizen De Moor zijn sinds 1974 beschermd als monument.